# Omloop Het Nieuwsblad 2016
La 71.ª edición del Omloop Het Nieuwsblad tuvo lugar el 27 de febrero de 2016. Tuvo un recorrido de 200,8 km con inicio y final en la ciudad de Gante. La carrera dio comienzo a la temporada de pavé.
La carrera formó parte del UCI Europe Tour 2016, en categoría 1.HC.

## Recorrido
La salida y la llegada se encontró en la ciudad de Gante sobre una distancia de 200,8 km. El recorrido incluyó 13 muros, algunos de ellos con zonas adoquinadas. La carrera también contó con varios tramos de pavé:
| Número | Nombre         | Km  | Tipo         | Longitud (m) | Pendiente media (%) | Pendiente máxima (%) |
| ------ | -------------- | --- | ------------ | ------------ | ------------------- | -------------------- |
| 1      | Leberg         | 141 | asfalto      | 950          | 4.2%                | 13.8%                |
| 2      | Berendries     | 137 | asfalto      | 940          | 7%                  | 12.3%                |
| 3      | Tenbosse       | 132 | asfalto      | 450          | 6.9%                | 8.7%                 |
| 4      | Eikenmolen     | 127 | asfalto      | 610          | 5.9%                | 12.5%                |
| 5      | Muur-Kapelmuur | 115 | pavé         | 1.075        | 9.3%                | 19.8%                |
| 6      | Valkenberg     | 97  | asfalto      | 540          | 8.1%                | 12.8%                |
| 7      | Kaperij        | 78  | asfalto      | 1.000        | 5.5%                | 9%                   |
| 8      | Kruisberg      | 67  | asfalto/pavé | 950          | 4.8%                | 9%                   |
| 9      | Taaienberg     | 57  | pavé         | 530          | 6.6%                | 15.8%                |
| 10     | Eikenberg      | 52  | pavé         | 1.200        | 5.2%                | 10%                  |
| 11     | Wolvenberg     | 48  | asfalto      | 645          | 7.9%                | 17.3%                |
| 12     | Leberg         | 38  | asfalto      | 950          | 4.2%                | 13.8%                |
| 13     | Boembeke       | 32  | asfalto      |              |                     |                      |

## Equipos participantes
Tomaron parte en la carrera 25 equipos: 12 de categoría UCI WorldTeam; 12 de categoría Profesional Continental y un equipo de categoría Continental. Formando así un pelotón de 199 ciclistas de los que acabaron 142. Los equipos participantes fueron:
| WorldTeams (12)- AG2R La Mondiale - BMC Racing Team - Etixx-Quick Step - FDJ - IAM Cycling - Katusha - Lotto NL-Jumbo - Lotto-Soudal - Orica-GreenEDGE - Sky - Tinkoff - Trek-Segafredo Equipos continentales profesionales (12)- Bora-Argon 18 - CCC Sprandi Polkowice - Cofidis, Solutions Crédits - Direct Énergie - Fortuneo-Vital Concept - Nippo-Vini Fantini - ONE Pro Cycling - Roompot-Oranje Peloton - Stölting Service Group - Southeast-Venezuela - Topsport Vlaanderen-Baloise - Wanty-Groupe Gobert Equipo continental- Verandas Willems |
| |

## Clasificaciones finales
- Las clasificaciones finalizaron de la siguiente forma:[2]

### Clasificación general
| \| Clasificación general \| Clasificación general \| Clasificación general \| Clasificación general \| Clasificación general \| \| Ciclista \| Ciclista \| Equipo \| Tiempo \| \| \| --------------------- \| --------------------- \| -------------------------- \| --------------------- \| --------------------- \| \| 1.º \| Greg Van Avermaet \| BMC Racing Team \| 4 h 54 min 12 s \| \| \| 2.º \| Peter Sagan \| Tinkoff \| + 0 s \| \| \| 3.º \| Tiesj Benoot \| Lotto-Soudal \| + 0 s \| \| \| 4.º \| Luke Rowe \| Team Sky \| + 0 s \| \| \| 5.º \| Alexis Gougeard \| AG2R La Mondiale \| + 6 s \| \| \| 6.º \| Jens Debusschere \| Lotto-Soudal \| + 9 s \| \| \| 7.º \| Adrien Petit \| Direct Énergie \| + 9 s \| \| \| 8.º \| Edward Theuns \| Trek-Segafredo \| + 9 s \| \| \| 9.º \| Jasper Stuyven \| Trek-Segafredo \| + 9 s \| \| \| 10.º \| Matthieu Ladagnous \| FDJ \| + 9 s \| \| \| 11.º \| Tom Boonen \| Etixx-Quick Step \| + 9 s \| \| \| 12.º \| Dimitri Claeys \| Wanty-Groupe Gobert \| + 9 s \| \| \| 13.º \| Oliver Naesen \| IAM Cycling \| + 9 s \| \| \| 14.º \| Tom Van Asbroeck \| LottoNL-Jumbo \| + 9 s \| \| \| 15.º \| Salvatore Puccio \| Team Sky \| + 9 s \| \| \| 16.º \| Scott Thwaites \| Bora-Argon 18 \| + 9 s \| \| \| 17.º \| Florian Sénéchal \| Cofidis, Solutions Crédits \| + 9 s \| \| \| 18.º \| Oscar Gatto \| Tinkoff \| + 9 s \| \| \| 19.º \| Marco Marcato \| Wanty-Groupe Gobert \| + 9 s \| \| \| 20.º \| Jürgen Roelandts \| Lotto-Soudal \| + 9 s \| \| |                    |                            |                 |
| |                    |                            |                 |
| Fuentes: ProCyclingStats Cycling Quotient Cycling Archives |                    |                            |                 |
| Clasificación general |                    |                            |                 |
| Ciclista | Ciclista           | Equipo                     | Tiempo          |
| 1.º | Greg Van Avermaet  | BMC Racing Team            | 4 h 54 min 12 s |
| 2.º | Peter Sagan        | Tinkoff                    | + 0 s           |
| 3.º | Tiesj Benoot       | Lotto-Soudal               | + 0 s           |
| 4.º | Luke Rowe          | Team Sky                   | + 0 s           |
| 5.º | Alexis Gougeard    | AG2R La Mondiale           | + 6 s           |
| 6.º | Jens Debusschere   | Lotto-Soudal               | + 9 s           |
| 7.º | Adrien Petit       | Direct Énergie             | + 9 s           |
| 8.º | Edward Theuns      | Trek-Segafredo             | + 9 s           |
| 9.º | Jasper Stuyven     | Trek-Segafredo             | + 9 s           |
| 10.º | Matthieu Ladagnous | FDJ                        | + 9 s           |
| 11.º | Tom Boonen         | Etixx-Quick Step           | + 9 s           |
| 12.º | Dimitri Claeys     | Wanty-Groupe Gobert        | + 9 s           |
| 13.º | Oliver Naesen      | IAM Cycling                | + 9 s           |
| 14.º | Tom Van Asbroeck   | LottoNL-Jumbo              | + 9 s           |
| 15.º | Salvatore Puccio   | Team Sky                   | + 9 s           |
| 16.º | Scott Thwaites     | Bora-Argon 18              | + 9 s           |
| 17.º | Florian Sénéchal   | Cofidis, Solutions Crédits | + 9 s           |
| 18.º | Oscar Gatto        | Tinkoff                    | + 9 s           |
| 19.º | Marco Marcato      | Wanty-Groupe Gobert        | + 9 s           |
| 20.º | Jürgen Roelandts   | Lotto-Soudal               | + 9 s           |